# Minnetrista

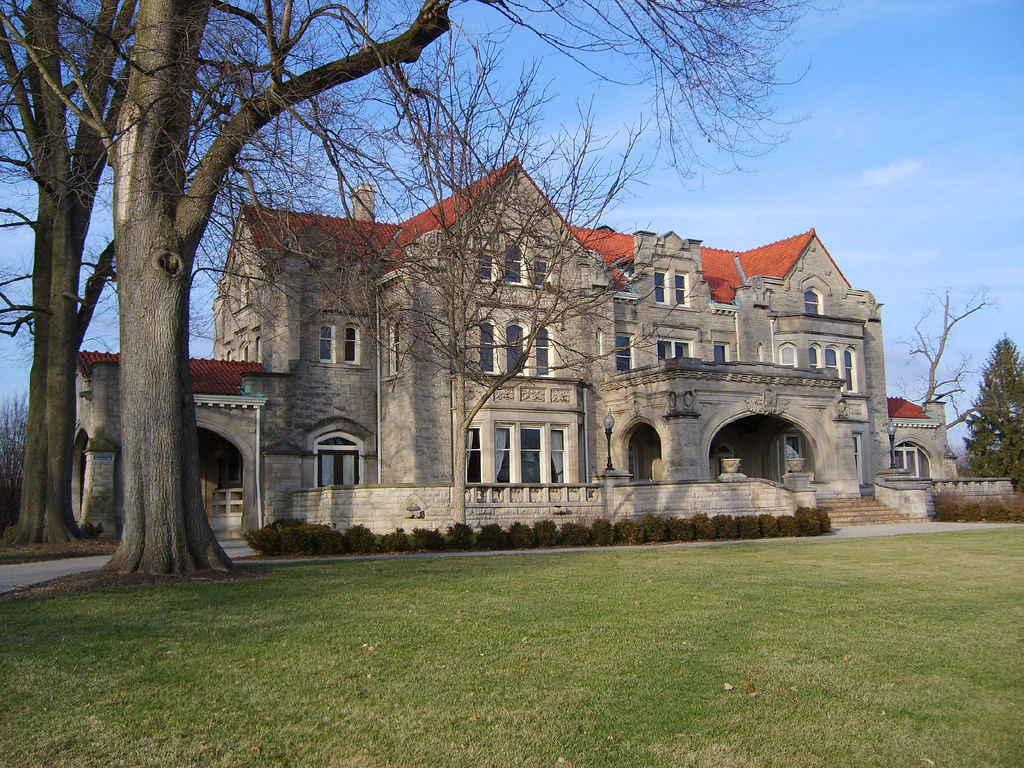
Elizabeth Ball Center auf dem Campus der Minnetrista

Minnetrista ist ein Museum und Kulturzentrum in Muncie, Indiana zur Geschichte der sieben Countys Mittelost-Indianas.

## Geschichte
Die Unternehmerfamilie Ball hatte 1887 ihre Glasproduktion von Buffalo, New York nach Muncie verlagert.
1978 schlug Margaret Ball Petty ihrem Cousin Edmund F. Ball vor, dass die Ball Brothers Foundation ein Museum für Kunst eröffnen solle. In einer vierjährigen Studie wurden die kulturellen Bedürfnisse der Region Mittelost-Indiana ermittelt. Diese stellte die den Schutz des Kulturerbes der Region als besonderen Schwerpunkt heraus. Am 10. Dezember 1988 wurde das Minnetrista Cultural Center eröffnet.
Auf einem 16 Hektar großen Gelände unterhält die Minnetrista acht Hauptgebäude, in denen 65 Angestellte und über 450 Freiwillige arbeiten. Neben verschiedenen Gartenanlagen und Museumseinrichtungen umfasst der Campus auch ein historisches Haus, eine Nature-Area sowie verschiedene Skulpturen. Jedes Jahr werden Ausstellungen und Bildungsprogramme in Bezug auf Natur, Geschichte, Botanik und Kunst angeboten.